# Lac Volcán
Ne doit pas être confondu avec Lac del Volcán.
Le lac Volcán est un lac d'origine glaciaire situé en Argentine, en Patagonie, dans le département de Río Chico de la province de Santa Cruz. Le lac se trouve au sein du parc national Perito Moreno.

## Géographie
Le lac Volcán est situé 18 kilomètres au sud-sud-est du mont San Lorenzo (frontière argentino-chilienne - 3 706 mètres), et 10 kilomètres au sud du Cerro Penitentes (2 943 mètres).
Le lac Volcán se trouve dans une étroite cuvette d'origine glaciaire. Il est orienté ouest-est. Son émissaire, le río Volcán prend naissance à son extrémité orientale.
Il fait partie du bassin versant du río Pascua qui se jette au Chili dans l'Océan Pacifique. Le lac Volcán s'intègre dans une chaîne de lacs glaciaires des Andes de Patagonie. Ses eaux se déversent dans le lac Belgrano par l'intermédiaire du río Volcán. Celui-ci communique avec le  lac Azara, lui-même tributaire du lac Nansen. L'émissaire de cette série de lacs est le río Carrera qui se jette dans le río Mayer peu avant le franchissement de la frontière chilienne par ce dernier. Au Chili, le río Mayer se jette dans le bras nord-est du lac San Martín/O'Higgins. Enfin les eaux de cet ensemble lacustre se retrouvent dans l'émissaire de ce dernier lac, le río Pascua.

## Tributaires
- Le lac Volcán reçoit du nord les eaux du río Penitentes et de plusieurs autres torrents issus des pentes du Cerro Penitentes (2 943 m) et du Cerro Volcán (2 260 m).
- Du côté occidental, il reçoit l'émissaire du lac Península, lui-même alimenté par les eaux du lac Mogote.